# Джулио Чезаре (линеен кораб, 1911)
„Джулио Чезаре“ (на италиански: Giulio Cesare) e италиански линеен кораб от времето на Първата световна война. Кръстен е в чест на Юлий Цезар. След 1948 г. корабът влиза в състава на Черноморския ВМФ на СССР с името „Новоросийск“. Потъва на севастополския рейд на 29 октомври 1955 г. след взрив; в катастрофата загиват 829 души, включително от аварийните партии изпратени от другите кораби на ескадрата.

## История проекта
Дредноутът „Джулио Чезаре“ е един от трите кораба от типа „Конте ди Кавур“ (Giulio Cesare, Leonardo da Vinci, Conte di Cavour), построени по проект на инженера-генерал Едоардо Масдеа и спуснати на вода в периода 1910 – 1917 г.
„Джулио Чезаре“ е вторият в серията, той е построен от фирмата „Ансалдо“ (Генуа). Корабът е заложен на 24 юни 1910 г., спуснат е на вода на 15 октомври 1911 г. и влиза в строй на 14 май 1914 г. Получава девиза „За да издържа всеки удар“.
На 27 юни 1909 г. Италия приема Морски закон, предвиждащ построяването на 4 дредноута, 3 крайцера-разузнавачи, 12 подводни лодки, 12 разрушителя и 34 миноносеца. Законът е одобрен на 2 декември и тогава е санкционирано построяването на три линкора по проекта от 1908 г. – бъдещите „Джулио Чезаре“, „Леонардо да Винчи“ и „Конте ди Кавур“ („Данте Алигери“ вече се строи). Средствата за строителството им започват да постъпват през следващата финансова година. Поръчката за построяването на два от тях получават частните корабостроителници „Ансалдо“ и „Одеро“ от Генуа, а третия е заложен в държавната корабостроителница в Специя. Главен става „Чезаре“, който първи и влиза в строй.
Новостта на проекта, неговите постоянни подобрения, трудностите с производството на броневите плочи, механизмите, оръдията на главния калибър и кулите за тях силно проточват строителството на корабите, като го правят зависимо от помощта на чуждестранни (основно английски) фирми, а със своите контрагенти частните корабостроителници винаги работят по-бързо, отколкото държавната. За това „Кавур“, спуснат на вода най-рано от другите, влиза в строй с една година по-късно, като изоставането се дължи именно поради забавяне на доставките.
В процеса на построяването си „Джулио Чезаре“ е претоварен с 2000 тона, което увеличава неговото газене с 0,9 м. Това води до намаляването на пълната скорост на хода в сравнение с проектната с 1 възел; освен това, от 2,5 м височина на главния брониран пояс над водолинията остават едва 0,75 м.
Италианските корабостроители надценяват своите възможности – техните първи серийни дредноути се строят цели пет години. Проектирани като едва ли не най-мощните в света по въоръжение, те влизат в строй, вече безнадеждно изоставайки спрямо новите кораби от този клас с 343—381-мм артилерия. Време за съществени промени в проекта от 1908 г. вече няма, за това и заложените през 1912 г. „Андреа Дория“ („Andrea Doria“) и „Кайо Дуилио“ („Caio Duilio“) се отличават от предшествениците си само с разположението на средната си кула – с палуба по-надолу (за подобряване на устойчивостта) и с увеличен до 152 мм калибър на средната артилерия с по-мощна защита. 152-мм оръдия са разместени от централния каземат към краищата, което увеличава тяхната ефективност при отблъскването на торпедните атаки.

## Служба в италианския флот

### Ноември 1913 г. – май 1915 г.
Строителството на „Чезаре“ е завършено в края на ноември 1913 г., и до официалното си въвеждане в строй той преминава различни изпитания, влизайки, заедно с „Леонардо да Винчи“, в състава на Бойната ескадра на вицеадмирал Амеро д’Асте Стела, който държи своя флаг на „Данте Алигери“.
Италия не веднага влиза във войната, дълго пресмятайки, чия страна е по-изгодно, за нея, да заеме. Макар в навечерието на бойните действия тя да влиза в състава на Тройния съюз, заедно с Германия и Австро-Унгария, дипломатите на Антантата успяват да постигнат нейния неутралитет. Влизането на Италия на страната на Германия би поставило положението на съюзниците в Средиземно море под заплаха: прекъсва се прехвърлянето на войски от Африка и британските доминиони към Франция, поставя се под удар целия десен фланг на Западния фронт. В края на краищата, обещанията да се удовлетворят всички претенции на Италия в Адриатика за сметка на Австро-Унгария я подтикват да влязат във войната на страната на Антантата.
Към момента на обявяването на войната, на 24 май 1915 г., всички дредноути от типа „Чезаре“ се намират в главната база Таранто, влизайки в състава на 1-ва дивизия линейни кораби на контраадмирал Корси (флаг на „Данте“), като най-новият „Кавур“ (командир – капитан 1 ранг Е. Солари) става флагмански кораб на главнокомандващия, вицеадмирал Луиджи ди Савойя принц Абруцки. Командир на „Чезаре“ вече е капитан 1 ранг Лобети, а на „Леонардо“ – капитан 1 ранг С. Писенарди. Ден преди това, на борда на „Кавур“, се състои среща между командващия английския Средиземноморски флот, адмирал Д. Гембъл, с началника на италианския главен морски щаб, вицеадмирал Паоло ди Ревел и главнокомандващия, херцог на Абруцо, на която се обсъждат въпроси за взаимодействието между флотовете. На 27 май в Таранто има среща на всички командващи на флотове – Гембъл, Абруцки и Лаперейра (Франция), а също на командващия ескадрата британски линкори, контраадмирал Тернсби.
Италианския флот представлява внушителна сила, но страда от недостиг на съвременни леки кораби, способни да противодействат на прекрасните австрийски крайцери от типа „Сайда“ и разрушителите от типа „Татра“. Освен това, англичаните се придържат към мнението, че „италианците много по-добре строят кораби, отколкото умеят да воюват на тях“. За това те вземат решение да насочат в италиански води свои корабни съединения.

### Първа световна война
През август 1914 г., с началото на войната, е приписан към 1-ва Бойна дивизия на контраадмирал К. Корси, в командване на капитан 1-ви ранг Марцоло. Към момента на влизането на Италия във войната (24 май 1915 г.) се намира в главната ВМБ Таранто, вече под командването на капитан 1-ви ранг Лобети. Линкорите в Таранто се намират в тричасова готовност, провеждайки в залива еволюции и стрелби. Тяхна главна задача е бой с дредноутите на противника. При никакви други обстоятелства не е разрешено да се рискува с тях.
На 13 март 1916 г., прикривайки операцията по завземане на ВМБ Курцола на полуостров Сабионцела, в състава на дивизията, преминава във Валона, а след това се връща в Таранто.
През декември 1916 г., в състава на дивизията, се намира на рейд на остров Корфу. Обаче заплахата от подводни атаки принуждава командването да отведе линкорите в залива.
През март 1917 г., заедно с останалите линкори, се намира в района на южна Адриатика и Йонийско море, подсигурявайки операциите на островите от Йонийския архипелаг.
Края на войната линкорът посреща в Таранто. За цялото време на бойните действия той има 31 часа в бойни задания и 387 часа на учения, без нито веднъж да се срещне с противника.
През 1920 г. девизът на кораба е сменен с „Цезар е тук!“

### Междувоенен период
Към 1922 г. линкорът преминава първата си модернизация: изменена е формата на фокмачтата. Тогава линкорът се лишава от носовото си украшения – огромен орел, държащ в ноктите си лента с девиза на Цезар: „Дойдох. Видях. Победих“.
През август 1923 г. линкорът участва в операциите на остров Корфу.
През 1925 г. претърпява по-значителна модернизация: заменена е системата за управление на артилерийския огън, поставен е катапулт за пускане на хидросамолет от тип „Маки“ М18. За качването на самолета от повърхността на вода и поставянето му на катапулта на горната палуба се появява кран.
През 1928 г. става артилерийски учебен кораб.
В периода 1933 – 1937 г. претърпява основна модернизация, по проект на инженер-генерала Франческо Ротунди. Проектът предвижда разпробиване на стволовете на 305-мм оръдия до 320 мм (според други данни – промяна на обема на телената намотка и вкладна цев с по-голям диаметър), замяна на лафетите, за да се увеличи далечината на стрелба, усилване на бронирането и противоторпедната защита, замяна на котлите и механизмите, удължаване на корпуса с промяна на обводите. „Чезаре“ преминава модернизацията си в корабостроителницата Кантиери дел Тирено в Генуа от 25 октомври 1933 г. до 1 октомври 1937 г.

### Втора световна война
На 6 юли 1940 г., след влизането на Италия във Втората световна война, линкорът излиза за стратегическо прикритие на конвоя от Неапол за Бенгази (флаг на контраадмирал Иниго Кампиони, командир – капитан 1 ранг П. Вароли). На 9 юли, на обратния път, от Бенгази за Таранто, ескадрата се среща при нос Пунто Стило с английския Средиземноморски флот. В 16:00 381-мм снаряд от английския линкор „HMS Warspite“ пада в средата на корпуса на „Чезаре“ и предизвиква пожар. Дима, от вентилаторите, е засмукан и вкаран в котелните отделения, и четири котела излизат от строя, предизвиквайки спадане на скоростта от 26 до 18 възела. Под прикритието на димна завеса и разрушители, флагмана, в 16:45, успява да се откъсне от противника. В Таранто той влиза за ремонт: разрушени са леките оръдия, част от надстройките, изискват поправка четири котела. 115 члена на екипажа са убити или ранени.
След ремонта, на 30 август, в състава на мощно съединение излиза в открито море, за прехващане на поредния английски конвои от Александрия. Обаче британското авиоразузнаване успява да открие противника и конвоя се насочва на юг. Силен щорм и недостатъчно гориво в разрушителите карат италианците да се върнат в Таранто.
В нощта на 11 към 12 ноември 1940 г. около 20 самолета от британския самолетоносач „HMS Illustrious“ атакуват италианските линейни кораби в залива на ВМБ Таранто. „Чезаре“ оцелява и отплава за Неапол, а след това в Сицилия.
На 27 ноември, в състава на ескадра под командване на вицеадмирал Кампиони, отплава към Сицилианския канал за прехващане на поредния английски конвой за Малта. В резултат на боя с обединените сили на англичаните, под командването на адмирал Съмървил, двете страни получават незначителни повреди. Когато в небето се появяват самолетите от самолетоносача „HMS Ark Royal“, Кампиони издава заповед за отстъпление.
През декември 1940 г. италианският флот е реорганизиран. „Чезаре“ влиза в 5-а Бойна дивизия.
През нощта на 8 – 9 януари 1941 г. английската авиация от Малта и гръцките бази провежда нападение над Неапол. Намиращият се там „Чезаре“ получава повреди от близки разриви на три бомби и в съпровождане на „Венето“ отплава за Специя, за едномесечен ремонт.
На 9 февруари 1941 г. „Чезаре“, в състава на ескадра, излиза в прихващане на британския флот, който е обстрелял Генуа, но безрезултатно.
Към август в Италия започват проблеми с доставките на гориво и в операциите по море започват да се включват само новите линкори. В бой им е разрешено да влизат само при чувствително превъзходство над противника. Обаче към края на 1941 г., когато корабите за прикритие на конвоите започват да не достигат, „Чезаре“ извършва две плавания в морето.
На 3 – 5 януари 1942 г. „Чезаре“ излиза за последния си боен поход, прикривайки конвой за Северна Африка, след което е изваден от действащия флот. Освен дефицита на гориво става ясно, че поради слабости на конструкцията линкорът може да загине само от едно торпедно попадение. Използването му в условията на господството на съюзническата авиация във въздуха е рискувано. По-голямата част от екипажа е преместена на други кораби и в щабовете на ескортните конвойни групи.
До края на 1942 г. „Чезаре“ се намира в Таранто, а през януари 1943 г. преминава в Пола, където остава до края на войната превърнат в плаваща казарма. Всичко за кампанията 1940 – 1943 г. „Чезаре“ извършва 38 бойни излизания в морето, изминавайки 16 947 мили за 912 ходови часа, изразходвайки 12 697 т нефт.
След сключването на примирието „Чезаре“ се връща в Таранто, а на 12 септември 1943 г., под командването на капитана 2-ри ранг В. Карминати последен от италианските линкори пристига в Малта. По време на прехода на кораба няма част от екипажа, не всички повреди са отстранени, почти целия път е изминат без ескорт. В условията на постоянна заплаха от нападение на немските торпедни катери и авиация този преход може да се счита за единствената героична страница в историята на „Чезаре“. Отначало съюзното командване решава да остави италианските линкори в Малта, под своя пряк контрол, но през юни 1944 г., на трите най-стари, включая „Чезаре“, е разрешено да се върнат в италианското пристанище Аугуста, за използването им за учебни цели.

## Служба в съветския ВМФ

### Предаване и състояние на кораба
След излизането на Италия от войната страните-победителки си разделят италианските бойни кораби като репарация. Съветският съюз претендира за новите линкори от типа „Литорио“, но получава само стария „Джулио Чезаре“. Корабът не може да бъде получен веднага, за това англичаните временно предават на СССР своя стар дредноут „Royal Sovereign“, който получава в съветския флот името „Архангелск“. През 1948 г., след като „Чезаре“ се насочва към съветски порт, „Архангелск“ е върнат на Англия за разкомплектоване за метал.
Макар към края на войната в строя от съветските тежки кораби да остават само двата стари линкора – „Севастопол“ и „Октябрьская революция“, – СССР все още има амбициозни планове за строителството на линейни кораби, и за подготовка на екипажите е планирано да се използва „Чезаре“.
На 9 декември 1948 г. „Чезаре“ напуска ВМБ Таранто и преминава в Аугуста, откъдето на 15 декември се насочва към албанското пристанище Вльора (Валона). Там, на 3 февруари 1949 г., се състои предаването на линкора, който получава временното обозначение Z11, на съветската комисия начело с адмирал Г. И. Левченко. На 6 февруари на кораба е издигнат военноморския флаг на СССР, а след две седмици той отплава за Севастопол, пристигайки в новата си база на 26 февруари. Със заповед към Черноморския флот, от 5 март 1949 г., на линкора е присвоено названието „Новоросийск“.
Полученият кораб се намира в крайно запуснато състояние, тъй като от 1943 до 1948 г. той престоява с минимален екипаж и без надлежно техническо обслужване. Непосредствено преди предаването му на Съветския съюз линкорът преминава малък ремонт, който засяга основно електромеханичната част.
В удовлетворително състояние се намират основната част от въоръжението, главната енергетична установка и основните корпусни конструкции под броневата палуба. В много лошо състояние се намират общокорабните системи – тръбопроводите, арматурата, обслужващите механизми. В неработещо състояние са аварийните дизел-генератори. Експлоатационната техническа документация и документацията по непотопимост практически ги няма – ползата от обърканите документи на италиански език е никаква, тъй като никой не владее италиански. Изпратените преводачи са безпомощни, тъ като не владеят специалната терминология. Вътрекорабната свръзка и радиосвъзка почти отсъстват, а радиолокатори и зенитна артилерия малък калибър няма изобщо.
Условията за живот на екипажа не съответстват нито на климатичните особености на Черноморския региона, нито на организацията на службата в съветския флот, тъй като при стоянка в базата италианските екипажи живеят в брегови казарми, а по време на плаване техния порцион се състои от макарони, сухо вино и зехтин.
На първо време (до оборудването на нормален камбуз) храненето на моряците се осигурява от няколко армейски походни кухни, почти денонощно димящи на палубата.
При студено време, особено при минусови температури на външния въздух, в кубриците под палубата на полубака, която няма изолация, личният състав се намира под непрекъснат „дъжд“ от обилно кондензираща влага. За отдих служат две- и триетажни койки, разположени буквално „една връз друга“ в проходните кубрици.
Във връзка с битовите трудности първостепенните ремонтно-възстановителни работи на линкора са оборудването на камбуз за екипажа, изолация с експанзит на жилищните и служебни помещения под палубата на полубака, а също така и преоборудването на част от санитарните възли, умивалниците и баните.
В средата на май 1949 г. линкорът е поставен в Северния док на Севморзавод (гр. Севастопол). При това специалистите са поразени както от изяществото на обводите на подводната част, така и от характера на налепите по нея. Интензивно обрасла с рачета е само района на променливата водолиния, а останалата част, покрита с паста с неустановен състав и вид, почти няма налепи. Но в неудовлетворително състояние се оказва дънно-задбордната арматура. Още повече, както пише последният командир на БЧ-5 на линкора, И. И. Резников, при поредния ремонт става ясно, че почти напълно са зарасли с рачета тръбопроводите на пожарната система, пропускливата способност на които е намалена няколко пъти.

### Първи маневри
Още през юли 1949 г. „Новоросийск“ взема участие в маневрите на ескадрата като флагман. Естествено, че въоръжението и системите за управление на огъня не съответстват на изискванията на времето, механизмите в резултат на интензивната служба и лошата поддръжка се оказват в запуснато състояние, и системите за живот на кораба е нужно да се приспособят към новите стандарти.
От спомените на командира на трюмната група Ю. Г. Лепехов: „В подобни условия от командването на флота е поставена задачата в тримесечен срок да се наведе порядък на кораба, да се създадат и отработят на съвършено неизвестния чуждестранен кораб (линкор!) бойната и повседневната организация, да се сдадат курсовите задачи К-1 и К-2 и да се излезе в морето. За възможността да се изпълни предписаното в постановения срок могат да съдят само тези, на комуто се е налагало да служат на големи кораби в периода на тяхното построяване и предаване. Заедно с това политическата обстановка изисква да се демонстрира способността на съветските моряци бързо да усвояват получените италиански кораби. В крайна сметка, след поредната щабна проверка, командващият ескадрата, контраадмирал В. А. Пархоменко, убеждавайки се в неизпълнимостта на поставената задача, урежда на офицерския състав на линкора грандиозно конско, обявява на кораба „оргпериод“ и след това, след няколко седмици, така и без да приеме от кораба фактически нито една курсова задача, през първите дни на август буквално „изтиква“ линкора в морето. В състава на ескадрата ние приближихме турските брегове, дочаквайки появата на самолета на НАТО, който се убеждава, че „Новоросийск“ плава, и се върнахме в Севастопол. Така и започна службата в състава на Черноморския флот на кораба, непригоден, по същество, за нормална експлоатация“.

### Ремонт и модернизация
В последващите шест години на кораба постепенно са изпълнени значителен обем работи по ремонта, частичната замяна и модернизацията на бойните и техническите средства. От 1950 до 1955 година линкорът седем пъти се намира на заводски ремонт:
- 12 май – 18 юни 1949 г. – докуване, Севморзавод (гр. Севастопол);
- юли 1950 г. – текущ ремонт, Севморзавод;
- 29 април – 22 юни 1951 г. – докуване, Севморзавод;
- октомври 1951 г. – текущ ремонт, Севморзавод;
- юни 1952 г. – отделни работи, КРЗ № 13 (гр. Севастопол);
- ноември 1954 г. – текущ ремонт, Севморзавод[Коментари 2];
- 13 февруари – 29 март 1955 г. – докуване, Севморзавод.

В хода на изпълнените работи на линкора са поставени съветски зенитни автомати (24 бров 37-мм сдвоени оръдия В-11, шест 37-мм автоматични оръдия 70-К) и радиолокационната станция „Залп-М“, преправена е фокмачтата, модернизирани са приборите за управление на стрелбата на главния калибър, поставени са средства за радиосвръзка и вътрекорабна свръзка, заменени са аварийните дизел-генератори, проведен е частичен ремонт на главните и спомагателните механизми (в частност, поставени са нови турбини на Харковския завод, благодарение на което линкорът показва скорост от 27 възела). Обаче някои недостатъци така и не са отстранени до октомври 1955 г.
От идеята да се превъоръжи линкора със съветските 305 мм (дължина на ствола 52 кал.) оръдия се отказват и даже е започнато производство на боезапас за италианските оръдия.
Работите по модернизацията предизвикват неголямо увеличение на масата на кораба (примерно със 130 т) и влошаване на устойчивостта му (напречната метацентрична височина намалява с 0,03 м).
През май 1955 г. „Новоросийск“ влиза в строя на Черноморския флот и до края на октомври няколко пъти излиза в морето, отработвайки задачи по бойната подготовка. Към този момент, независимо от преклонната му възраст, това е най-силният боен кораб на СССР.

## Гибелта на линкора
Вечерта на 28 октомври 1955 г. линкорът се връща от поход за да участва в празниците по случай 100 годишнината от отбраната на Севастопол и заема място на швартовна бочка № 3 в района на Морската болница (дълбочина 17 м вода и около 30 м лепкав нанос). Швартовката преминава нещатно – старпома, капитан 2-ри ранг Г. А. Хуршудов, заместващ намиращия се в отпуск командир на кораба, прескача нужното място с половин корпус. След швартовката част от екипажа, включая временно изпълняващия задълженията на командира, отива на брега. За старши офицер остава помощник командира на кораба З. Г. Сербулов.
На 29 октомври, в 1 часа и 31 минута, под корпуса на кораба по десния борд към носа се раздава взрив, еквивалентен на 1000 – 1200 кг тротил, който пробива корпуса на линкора, откъсва част от палубата на полубака и пробива в подводната част дупка с площ 150 м². Тъй като на мястото на взрива се намират носовите кубрици, веднага загиват от 150 до 175 души. Взрива става около Болничната стоянка на Севастополския залив. Освен това, след 30 секунди се раздава втори взрив, по левия борд, в резултат на който се образува вдлъбнатина от 190 м².
Линкорът се опитват да отбуксират в плитководието, но пристигналия на кораба командващ Черноморския флот вицеадмирал В. А. Пархоменко спира започнатата буксировка. Закъснялата заповед за възобновяването на буксирането се оказва безсмислена: носовата част вече лежи на грунта. Не веднага адмирала позволява да се евакуират незаетите в спасителните работи моряци, които на юта са се натрупали до 1000 души. Когато решението за евакуация е прието, крена на кораба започва стремително да нараства. В 4 часа и 14 минути линкора ляга на левия борд и след миг се бодва с мачтите в грунта. В 22 часа корпуса напълно изчезва под водата.
Поминутна хроника на катастрофата:, възстановена от очевидците на онези събития: моряците на „Новоросийск“, спасители.
В катастрофата загиват 829 души, включая аварийни партии от другите кораби на ескадрата. Много са заклещени в отсеците на преобърналия се кораб – от тях са спасени само 9 души (седем през прорязан в кърмовата част на дъното отвор и двама из под палубата на юта, неплътно прилягаща към грунта). Водолазите престават да чуват сигналите на затворените в корпуса на линкора моряци едва на 1 ноември.
През лятото на 1956 г. експедиция за подводни работи със специално предназначение ЕОН-35 пристъпва към подема на линкора чрез метода на продухване. При продувката едновременно се използват 24 компресора обща производителност 120 – 150 м³ свободен въздух за минута. Подготвителните работи са завършени през април 1957 г., и от 30 април започва предварителното продухване. Генералното продухване започва на 4 май, и ма същия ден линкора изплува с кила нагоре – отначало носовия край, а след това и къмата. Дъното излиза над водата примерно на 4 м. При издигането на кораба на дъното остава третата кула на главния калибър, която се налага да бъде изваждана отделно. Мнозина, за участието си в спасителната операция, получават награди и са отбелязани с почетни грамоти на ЦК на ВЛКСМ.
На 14 (според други данни на 28) май корабът е отбуксиран в Казачия залив (накъдето е пробит съответен фарватер) и е преобърнат. Впоследствие кораба е разкомплектован за метал и е предаден на завода „Запорожстал“. Стволовете на 320-мм оръдия до 1971 г. лежат срещу Морското училище.

## Версии относно причините за взрива

### Дънна мина
Разследването на катастрофата е поверено на правителствена комисия начело със заместник-председателя на Съвета на министрите на СССР Вячеслав Малишев. Съгласно доклада на комисията, „най-вероятно, на 29 октомври 1955 г. под кораба става взрив на немска мина от тип RMH или LMB с взривател М-1, поставена в периода на Великата Отечествена война“.
Обаче източниците за електрозахранване на изтралените през 1950-те години дънни мини се оказват разредени, а техните взриватели – неработоспособни.
Професорът, инженер-капитан 1-ви ранг Н. П. Муру, в книгата си „Катастрофата на вътрешния рейд“ доказва, че най-вероятната причина за гибелта на кораба се явява взрив на дънна мина (две мини). За пряко потвърждение на версията за взрива на мина Н. П. Муру смята това, че след катастрофата тралененето на дънните наноси открива 17 подобни мини, от които три се намират в радиус 100 м от мястото на гибелта на линкора.

### Детонация на корабните боеприпаси
Версията за възможна детонация на корабния боезапас отпада след изследването на корпуса: характерът на разрушенията показва, че взрива е отвън.

### Преднамерено взривяване
Според конспиративната версия на автора от Независимое военное обозрение, Олег Сергеев, взривяването на кораба е направено от „спецслужбите със знанието на ръководството на страната с вътрешнополитическа цел“, за да се дискредитира скъпоструващата програма на адмирал Кузнецов за широкомащабно строителство на надводни кораби.

### Диверсия
В изводите на комисията не се изключва възможността от диверсия. В Италия, в навечерието на предаването на линкора на СССР, открито звучат призиви да не се допуска това, че гордостта на италианския флот да се окаже под съветски флаг. Освен това, както става ясно от архивни документи, е планирано да подготви 320-милиметровия главен калибър на „Новоросийск“ за стрелба със снаряди с ядрен пълнеж. Според някои сведения, точно в навечерието, линкорът след дълги неуспехи, извършва стрелби с експерименталните спецснаряди (без ядрен заряд) по учебни мишени.
Сили и средства за диверсия в следвоенна Италия има. По време на войната в Черно и Средиземно морета действат италианските подводни диверсанти от Xª MAS (10-а флотилия МАС) – 10-а флотилия щурмови средства, която се командва от „черният принц“ Валерио Боргезе. По време на войната 10-а флотилия се базира в пристанищата на Крим.
Както свидетелстват разсекретените разузнавателни бюлетини на щаба на Черноморския флот, по доста странно съвпадение именно в самия край на октомври италианските търговски съдове, към 29 октомври 1955 г., дружно напускат акваторията на порта.
Версията е подробно изложена от бившия офицер на линкора „Новоросийск“, капитана 1-ви ранг в оставка и историк-изследовател, Октябър Бар-Бирюков, с прераз на събитията споделени от емигрирал в САЩ бивш съветски флотски офицер за това, което на него му е разказано от един от изпълнителите на операцията по взривяване, на име Николо, член също на италианския отряд подводни плувци на „Дечима МАС“, базиращ се в Крим по време на войната и разформирован през 1945 г.:
Когато ставаше предаването на италианските кораби на Съветския съюз, бившият командир на Xª MAS (10-а флотилия щурмови средства) княз Валерио Боргезе се закле да отмъсти за безчестието и да взриви линкора „Джулио Чезаре“ каквото и да става. Княз Боргезе не говореше празни думи. Възнаграждението за изпълнителите бе баснословно. Мястото на действие е изучено и добре познато. Времето е следвоенно, Съветите са отпуснати, входа в порта няма молове, боновото заграждение се затваря само за през нощта, и самото то не е преграда за подводничарите. В течение на година се извършва подготовката. Изпълнителите – осем бойни плувци, зад гърба на всеки от които е бойната диверсионна школа в Черно море. През нощта на 21 октомври 1955 г. от някое италианско пристанище отплава обикновен товарен параход, който поема курс към едно от днепърските пристанища за да натовари пшеница. Курсът и скоростта са разчетени така, че да се премине на 15 мили по траверса маяка Херсонес в полунощ на 26 октомври. Достигайки зададената точка, парахода пуска през специален люк в дъното си мини-субмарина и продължава по своя курс. Подлодката с име „Пиколо“ скршно влиза в района на севастополския залив Омега (Круглая), където нейният екипаж си прави тайна база – стоварва на дъното дихателните бутилки, взривта, хидробуксирите и останалото оборудване. С тъмнината излизат обратно в морето в очакване на условния знак. Сигналът е получен, и италианците се връщат в залива Омега към своя склад, преобличат се в скафандри и, вземайки всичко необходимо, с помощта на хидробуксирите, се насочват към причалното място на „Новоросийск“. Видимостта е ужасна, работят почти само на опипване. Два пъти се връщат в Омега за взрив, сложен в магнитни цилиндри. Със залеза на слънцето минирането на целта е завършено, връщат се в базата и влизат в „Пиколо“. В бързината забравят на дъното чанта с инструменти и резервен винт за хидробуксир. след това излизат в открито море, две денонощия чакайки „своя“ параход. Гмуркат се под дъното, люка е затворен, водата изпомпана. Три дългоочаквани удара по преградата известяват, че операцията е завършена.
През юли 2013 г. ветеранът от италианското подразделение бойни плувци „Гама“, в състава на италианската Дечима МАС (десета флотилия щурмови средства), екс-сътрудника на италианската служба за военно разузнаване (на италиански: Servizio informazioni militares), немската СД и експерт по шифроване Уго Д’Еспозито признава, че бойни плувци от разформированата по-рано италианска Xª MAS са съпричастни към потопяването на съветския линкор „Новоросийск“ през 1955 г., след като осем бойни плувци, изпълняващи поръчение на италианските служби и действащи от името на НАТО, поставят заряди на кила на кораба.
Писателят историк и публицист Аркадий Михайлович Чикин в своята статия, публикувана в алманаха „Морской архив“ № 3 (4), 2012 г., пише:
| „                              | Голямо любопитство предизвиква възможната „английска следа“ в севастополската трагедия. Това е геополитика. Откровено казано, такава постановка на въпроса става изненада. Следва да се поразмисли. Още повече, че към момента на гибелта на линкора англичаните имат отлично подготвени, с боен опит, поставили дебела точка в биографията, например, на „Тирпиц“, добре екипирани подводни диверсионни сили. Само да напомним, които се подготвят и от италианците, след капитулацията на тяхната страна. | “ |
| Тайны истории – Гибель линкора | |   |

Нататък той се позовава на публикацията на капитан 2 ранг от запаса Сергей Елагин в журнала „Независимое военное обозрение“:
| „                                        | Може с увереност да се каже, че атаката над „Новоросийск“ е проведена от истински професионалисти, специалисти в своята работа. Такива, по онова време, да толкова малко, че не е много трудно да знае поименно всеки! Това могат да бъдат само бойни плувци от италианската флотилия MAC, британската 12-а флотилия или германското съединение „К“. Други специалисти, с практически боен опит в Европа и НАТО, просто няма. Защо правителствената комисия на СССР, през 1955 г., само плахо подръпва и веднага къса тънката линия на версията, която води към диверсантите от 12-а флотилия на военноморските сили на Великобритания в Портсмът? | “ |
| Суэц и Портсмут в судьбе „Новороссийска“ | |   |

### Миниране на кораба
Според предположението на Юрий Лепехов (участник в предаването на кораба на 3 февруари 1949 г. от италианската страна към съветската) причина за взрива са немски магнитни подводни мини (една или две). При това той предполага, че характерът на разрушенията по корпуса на линкора (корабът е пробит от взрива от край до край, като пробойната в дъното не съвпада с пробойната на палубата), указва за това, че взрива на мината е предизвикал детонация на заряд, който е заложен на кораба от италианците още преди неговото предаване на съветската страна.
Лепехов твърди, че когато по време на приемането той и други участници на комисията оглеждат кораба, се натъкват на глуха преграда в носовата част на линкора. В преградата, отпреди, се виждат три т. нар. „флорни изреза“, но към момента на огледа от комисията те са вече акуратно заварени. Тогава на това не е придадено значение, но сега Лепехов предполага, че зад тази преграда се е намирал мощен заряд взривно вещество. Даденият заряд трябва да бъде приведен в действие определено време след предаването на кораба, но по някакви причини това не се случва. За сметка на това, вече през 1955 г., именно този заряд, по злощастно и нелепо (детонация от мина) съвпадение, служи като основна причина за гибелта на кораба.

## Последствия
В резултат на разследването, проведено след това, понижени в звание и длъжност, с отправяне на порицание са следните военачалници:
- Кузнецов, Николай Герасимович – адмирал на Флота на Съветския съюз, Главнокомандващ ВМФ на СССР;
- Захаров, Семён Егорович – адмирал, заместник началник Главно управление на кадрите на Министерството на отбраната на СССР;
- Пархоменко, Виктор Александрович – вицеадмирал, командващ Черноморския флот;
- Кулаков, Николай Михайлович – вицеадмирал, член на Военния съвет на Черноморския флот;
- Калачёв, Борис Терентьевич – контраадмирал, началник политическото управление на Черноморския флот;
- Никольский, Николай Иванович – контраадмирал, Началник-щаб на ескадрата на Черноморския флот;
- Галицкий, Анатолий Александрович – контраадмирал, командир на 24-та дивизия за охрана на воден район.

## Памет
На 5 юли 1999 г. е подписан указ на Президента на РФ №871, съгласно който 712 офицера и матроса за мъжество, храброст и самоотверженост, проявени при спасяването на екипажа на линейния кораб „Новоросийск“, са наградени с ордени за Мъжество (613 от тях – посмъртно). Пълния текст на указа не е официално публикуван (в базата с нормативни актове на органите на държавната власт на РФ този указ отсъства), но списъкът с наградените е напечатан в журнала „Морской сборник“ № 9 – 11, 1999 г..
През август 2013 г. бившият зенитчик на кораба и председател на съвета на ветераните от линкора „Новоросийск“, Виктор Салтиков, съобщава, че руските ветерани-моряци, много от които стават след инцидента инвалиди, имат намерение чрез съд да изискат от Италия възмездяване на ущърба на тяхното здраве. Те изискват да се проведе международно разследване за унищожаването на кораба.

## Интересни факти
40 години преди взрива на флагманския линкор на съветския флот, на същия този севастополски рейд и при подобни неизяснени обстоятелства загива флагмана на руския Черноморски флот, дредноута „Императрица Мария“.

## Коментари
1. ↑  Всички данни са проектни.
2. ↑  В изданието „Корабна летопис на Севастополския морски завод“, изд. ООО „Арт-Принт“ 2003 г., стр. 332, намира отражение само този ремонт с указание на следните технически характеристики на кораба: водоизместимост 29 162 тона, дължина 186,4 метра, ширина 28,6 метра, газене 10,5 метра, мощност на механизмите 99 680 к.с., скорост 28 възела, екипаж 1340 души.